# Steppin’ Out
Steppin’ Out ist ein Kompilationsalbum des britischen Rockmusikers Eric Clapton. Es erschien unter dem Label Decca Records im Jahr 1981 und beinhaltet acht Songs der Blues Breakers with Eric Clapton Periode und weiteren diversen Sessions.

## Titelliste
| 1. Ramblin’ On My Mind(Johnson) – 3:05 2. Little Girl (Mayall) – 2:36 3. All Your Love (Rush) – 3:34 4. Key to Love (Mayall) – 2:09 5. Double Crossin' Time (Mayall, Clapton) – 3:02 6. Have You Heard (Mayall) – 5:53 | 1. Hideaway (King, Thompson) – 3:15 2. Third Degree (Boyd) – 3:17 (+ Champion Jack Dupree) 1966 3. Lonely Years (Mayall) – 3:17 (+ John Mayall) 1965 4. Pretty Girls Everywhere (Church, Williams) – 2:49 (+ Otis Spann) 1964 5. Calcutta Blues (Dupree) – 4:01 ( +Champion Jack Dupree) 1966 6. Steppin’ Out (Bracken) – 2:26 |

## Rezeption
Die Musikwebsite Allmusic vergab drei von fünf möglichen Sternen für das Album. Kritiker William Ruhlmann notierte, dass man auch viele Jahre nach den originalen Aufnahmen Claptons gefährliches und furchteinflößendes Gitarrenspiel hört.